# Tadeusz Rybczynski
Tadeusz Mieczysław Rybczynski (Leopoli, 21 maggio 1923 – Londra, 18 dicembre 1998) è stato un economista polacco naturalizzato inglese.
Studiò presso la London School of Economics ed è famoso per aver sviluppato il Teorema di Rybczynski nel 1955.